# Tate Donovan
Tate Buckley Donovan (Tenafly, 25 settembre 1963) è un attore statunitense.
È principalmente noto per aver interpretato Jimmy Cooper nel telefilm The O.C.

## Biografia
Figlio minore (fra sette) di un chirurgo, dopo aver frequentato il liceo inizia ad apparire sul piccolo schermo.
Il debutto come attore avviene nel 1984 nel film Una cotta importante, econtemporaneamente inizia a recitare in telefilm: Casa Keaton, Hill Street giorno e notte e Magnum, P.I.. Sempre negli anni ottanta recita nei film Space Camp - Gravità zero, Curve pericolose, Fuori dal tunnel e Dead Bang - A colpo sicuro.
Negli anni novanta interpreta un ruolo nel telefilm Io e Charlie, poi recita nel film Memphis Belle, in Piccoli rumori, in Pozione d'amore, in Equinox, in Ethan Frome - La storia di un amore proibito, in Marito a sorpresa, in Amori sospesi. Appare in telefilm come Ally McBeal e Friends. Nello stesso anno doppia il personaggio di Hercules nell'omonimo film della Disney.
Nel 2000 recita nel telefilm Oltre i limiti, nel film Codice: Swordfish (2001), in Missione tata (2005), Good Night, and Good Luck (2005). Tra il 2003 e il 2006 interpreta la parte del padre di Marissa Cooper in The O.C.. Infine nel 2007 recita in Shooter e in Nancy Drew.
Dal 2007 entra a far parte della serie Damages nel ruolo dell'avvocato Tom Shayes. Nel 2015 prende parte al film 3 Generations - Una famiglia quasi perfetta.

## Vita privata
Dal 1990 al 1994 ha avuto una relazione con Sandra Bullock,  conosciuta sul set di Pozione d'amore, e dal 1995 al 1998 con Jennifer Aniston.
Nel 2005 ha sposato la scrittrice Corinne Kingsbury in una cerimonia in spiaggia a Malibu, California. I due hanno divorziato nel 2008. 

### Attivismo politico
Nel 2008 Donovan ha annunciato il suo supporto per Barack Obama nelle elezioni presidenziali americane del 2008.  Donovan ha supportato Obama per la sua ri-elezione nelle elezioni presidenziali del 2012.

## Filmografia parziale

### Attore

#### Cinema
- Una cotta importante (No Small Affair) regia di Jerry Schatzberg (1984)
- Space Camp - Gravità zero (SpaceCamp) regia di Harry Winer (1986)
- Fuori dal tunnel (Clean and Sober), regia di Glenn Gordon Caron (1988)
- Curve pericolose (Dangerous Curves), regia di David Lewis (1988)
- Dead Bang - A colpo sicuro (Dead Bang), regia di John Frankenheimer (1989)
- Memphis Belle, regia di Michael Caton-Jones (1990)
- Pozione d'amore (Love Potion No. 9), regia di Dale Launer (1992)
- Equinox, regia di Alan Rudolph (1992)
- Amori sospesi, regia di Peter Masterson (1997)
- Murder at 1600 - Delitto alla Casa Bianca (Murder at 1600), regia di Dwight H. Little (1997)
- Codice: Swordfish (Swordfish), regia di Dominic Sena (2001)
- Missione tata (The Pacifier), regia di Adam Shankman (2005)
- Good Night, and Good Luck., regia di George Clooney (2005)
- Shooter, regia di Antoine Fuqua (2007)
- Argo, regia di Ben Affleck (2012)
- 3 Generations - Una famiglia quasi perfetta (About Ray), regia di Gaby Dellal (2015)
- Elvis & Nixon, regia di Liza Johnson (2016)
- Manchester by the Sea, regia di Kenneth Lonergan (2016)
- Sempre amici (The Upside), regia di Neil Burger (2017)
- Blood Fest, regia di Owen Egerton (2018)
- Rocketman, regia di Dexter Fletcher (2019)
- Worth - Il patto (Worth), regia di Sara Colangelo (2020)
- Respect, regia di Liesl Tommy (2021)
- Ghosted, regia di Dexter Fletcher (2023)
- The Holdovers - Lezioni di vita (The Holdovers), regia di Alexander Payne (2023)

#### Televisione
- Magnum, P.I. - serie TV, episodio 6x12 (1986)
- Partners – serie TV, 22 episodi (1995-1996)
- Friends – serie TV, 5 episodi (1998)
- Trinity – serie TV, 9 episodi (1998-1999)
- The O.C. – serie TV, 36 episodi (2003-2006)
- Le campane d'argento (Silver Bells), regia di Dick Lowry – film TV (2005)
- Law & Order: Criminal Intent – serie TV, episodio 6x19 (2007)
- Damages – serie TV, 38 episodi (2007-2010)
- Deception – serie TV, 11  episodi (2013)
- Hostages – serie TV, 15 episodi (2013-2014)
- 24: Live Another Day – miniserie TV, 12 puntate (2014)
- L'uomo nell'alto castello (The Man in the High Castle) – serie TV, 6 episodi (2016)
- Limitless – serie TV, episodio 1x14 (2016)
- Law & Order - Unità vittime speciali (Law & Order: Special Victims Unit) – serie TV, episodio 18x14 (2017)
- MacGyver – serie TV, 12 episodi (2018-2020)

### Doppiatore
- Hercules, regia di Ron Clements e John Musker (1997)
- Hercules – serie animata, 65 episodi (1998-1999)
- House of Mouse - Il Topoclub (House of Mouse) – serie animata, episodio 1x08 (2001)
- Kingdom Hearts II – videogioco (2006)
- Kingdom Hearts III – videogioco (2018)

## Doppiatori italiani
Nelle versioni in italiano delle opere in cui ha recitato, Tate Donovan è stato doppiato da:
- Mauro Gravina in Curve pericolose, Amori sospesi, Codice: Swordfish, America's Dream, Hostages, Respect, Holdovers, Blue Bloods
- Francesco Prando in Murder at 1600 - Delitto alla Casa Bianca, 3 Generations - Una famiglia quasi perfetta, Grace - Ispirazione cercasi
- Sergio Lucchetti in Missione tata, Argo, Elementary, Worth
- Massimo De Ambrosis in Equinox, Get Well Soon, Law & Order - Unità vittime speciali
- Massimo Rossi in Memphis Belle, Marito a sorpresa, Nancy Drew
- Gianni Bersanetti in Waiting for Woody, The O.C.
- Vittorio De Angelis in Space Camp - Gravità zero, Damages
- Massimo Bitossi in Intrighi di potere, Elvis & Nixon
- Guido Ruberto in Ally McBeal
- Pierluigi Astore in Good Night, and Good Luck.
- Vittorio Guerrieri in Shooter
- Roberto Certomà in Friends
- Gianluca Iacono in Law & Order: Criminal Intent
- Riccardo Rossi in Pozione d'Amore
- Angelo Maggi in Sempre amici
- Luca Ward in Dead Bang - A colpo sicuro
- Valerio Sacco in Ethan Frome
- Gianluca Crisafi in Unscripted
- Stefano Alessandroni ne L'uomo nell'alto castello
- Stefano Billi in Fuori dal tunnel
- Alessandro Budroni in Red Oaks
- Saverio Indrio in Manchester by the Sea
- Alessio Cigliano in Rocketman
- Sandro Acerbo in MacGyver
- Franco Mannella in 24: Live Another Day

Da doppiatore è sostituito da:
- Christian Iansante in Hercules (serie animata), House of Mouse: Il Topoclub
- Raoul Bova in Hercules (film)
- Massimiliano Manfredi in Disney's Hercules